# Riga-freden
Riga-freden var en fredsaftale, der afsluttede den polsk-sovjetiske krig. Aftalen mellem Polen og Sovjetunionen blev undertegnet i Riga den 18. marts 1921.

## Baggrund
1. verdenskrig destabiliserede landegrænserne i hele Europa. I 1918, efter den russiske revolution, havde Rusland givet afkald på zaristiske krav til Polen ved Brest-Litovsk-freden og krigen var endt med Tysklands overgivelse. Polen var i stand til at genetablere sin uafhængighed efter mere end et århundrede med udenlandsk styre, selvom grænserne ikke formelt var fastlagt endnu.
Den russiske borgerkrig præsenterede en mulighed for Polen under ledelse af Józef Piłsudski for at genvinde de ukrainske områder i den tidligere polsk-litauiske realunion, der havde været en del af det russiske imperium i løbet af Polens tre delinger. Samtidigt ønskede mange i den sovjetiske ledelse at forsvare Ukraine mod Pilsudskis angreb med militær magt mod Polen, som blev set af Sovjet som et landbro til Vesteuropa, og dermed muglighed for at udvide revolutionen mod vest. Krigen der fulgte kulminerede i den polske sejr i Slaget ved Warszawa i 1920, hvorefter begge parter blev modtagelig for en afslutning på konflikten. Yderligere militære tilbageslag efter deres nederlag i nærheden af Warszawa gjorde Sovjet ivrige efter at begynde fredsforhandlinger, og polakkerne, presset af Folkeforbundet, var også villige til at forhandle, efter den polske hær havde indtaget de fleste af de omstridte områder i krigen, men nærmede udmattelse.

## Fredsaftalen
Fredsforhandlingerne indledtes den 17. august 1920 i Minsk, men da den polske modoffensiv kom nærmere byen, blev forhandlingerne flyttet til Riga og genoptaget der den 21. september. Efter flere runder med forslag fra parterne fremsatte sovjetforhandlerne den 5. oktober et tilbud, som de polske forhandlere accepterede. En våbenhvileaftale blev undertegnet den 12. oktober og trådte i kraft den 18. oktober 1920.
Efter, at våbenhvilen var trådt i kraft, fortsatte selve fredsforhandlingerne over vinteren og foråret 1920-1921. Det var stor uenighed på polsk side, blandt andet var general og den senere statsleder Józef Piłsudski stærkt kritisk over for forhandlingsmandatet og den endelige aftale.

## Eftervirkninger
Riga-freden blev registreret i Folkeforbundet den 12. august 1921.
Ententemagterne var oprindeligt tilbageholdende med at anerkende traktaten, der var blevet indgået uden deres deltagelse. Deres efterkrigskonferencer havde støttet Curzonlinjen som den polsk-russiske grænse, og Polens territoriale gevinster i traktaten lå omkring 250 km øst for denne linje. Fransk støtte førte til dens anerkendelse marts 1923 af Frankrig, Storbritannien, Italien og Japan, efterfulgt af USA i april.
Hviderussere og ukrainere oplevede traktaten som et tilbageslag. Fire millioner ukrainere og over en million hviderussere boede inden for områder, afstået til Polen, hvor skønnet kun 15% af befolkningen var etnisk polsk. Den ukrainske folkerepublik ledet af Symon Petliura havde været allieret med Polen i henhold til Warszawa traktaten fra 1920. Med Riga-freden krænkede Polen den militære alliance med UPR, som udtrykkeligt havde forbudt en separat fred. Ukrainerne følte, at de var blevet forrådt af deres polske allierede - en følelse, der blev udnyttet af ukrainske nationalister og bidrog til de voksende spændinger og anti-polsk vold, der brød ud i 1930'erne og 1940'erne.
Ifølge den hviderussiske historiker Andrew Savchenko var Polens nye østgrænse "militært uforsvarligt og økonomisk urentable", og en kilde til voksende etniske spændinger, og de østslaviske mindretal i Polen var for store til at blive ignorerede eller assimilerede.